# Бондарство

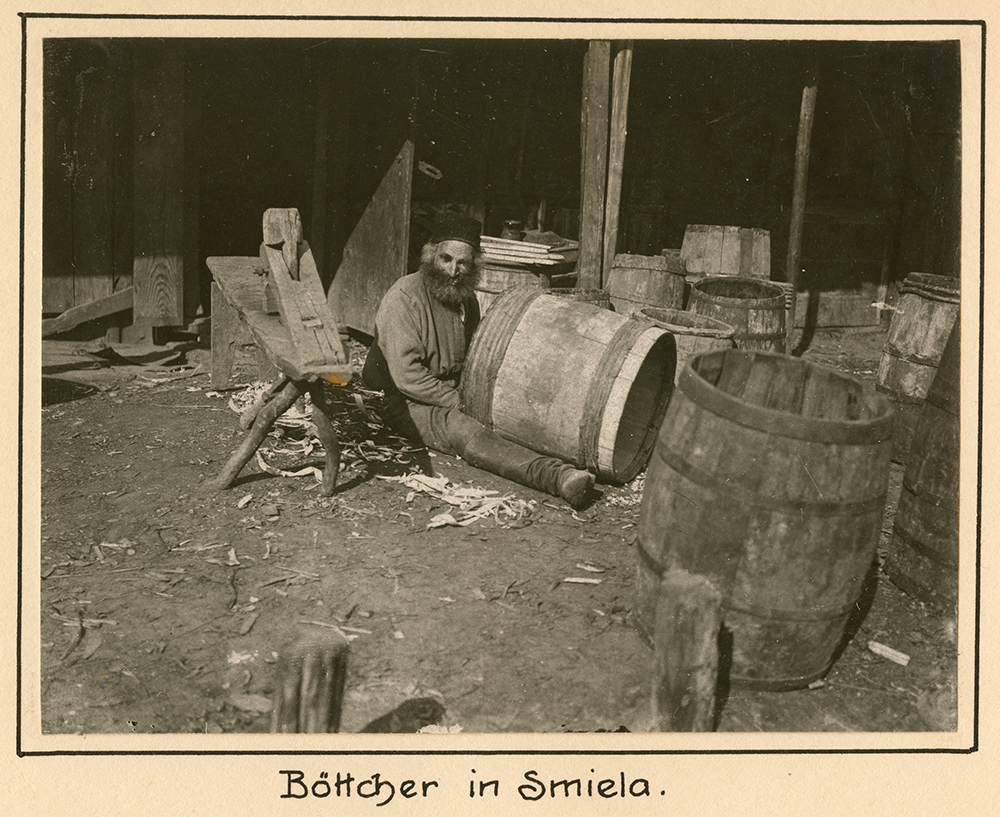
бондар зі Сміли, весна 1918

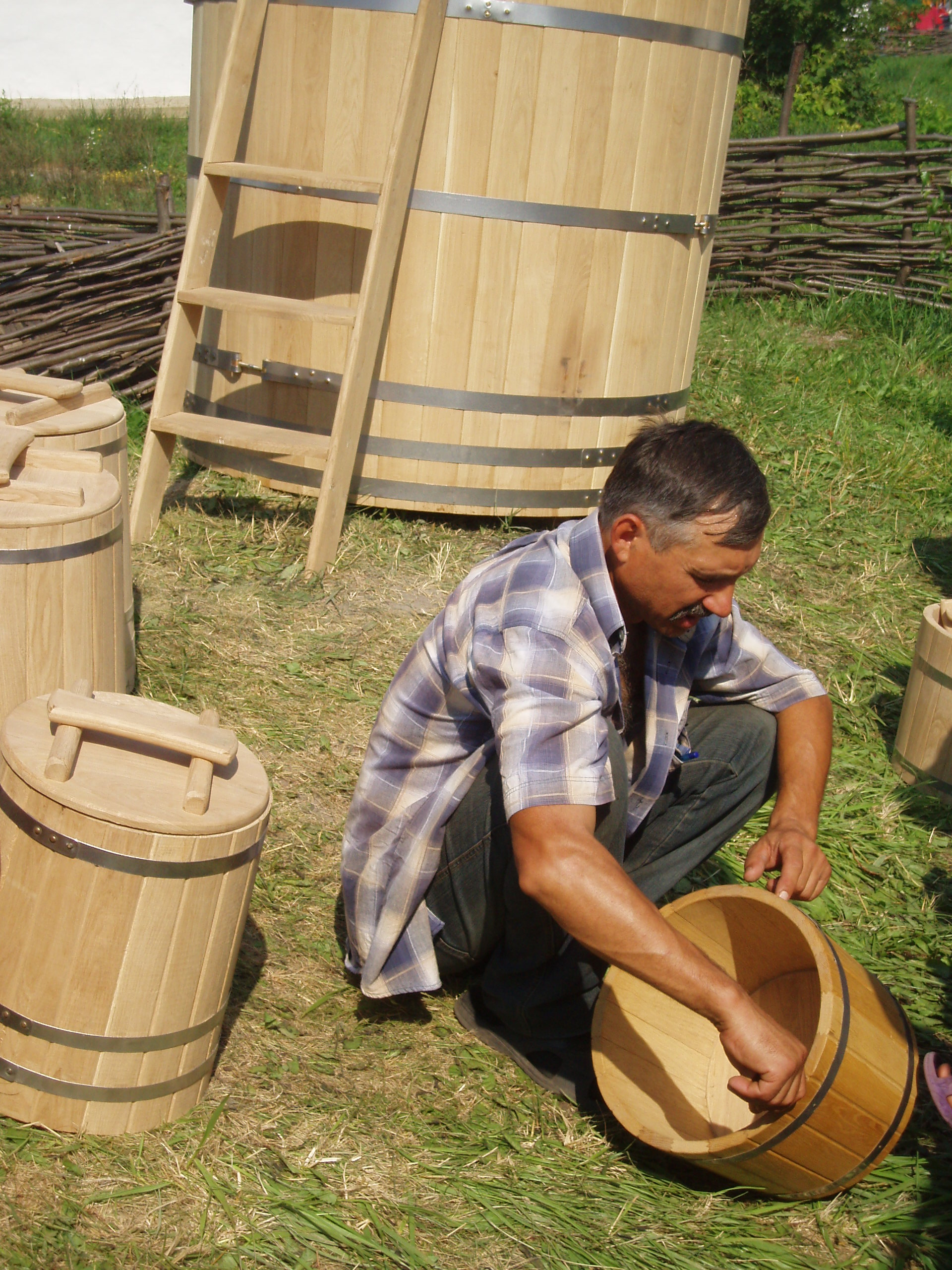
Сучасний український бондар, Сорочинський ярмарок, Полтавська область, 2008

Бо́нда́рство — одне з традиційних ремесел; вид деревообробного промислу, пов'язаний з виготовленням ємностей — бочок, діжок, барил, цебер тощо. Майстер з виготовлення цих виробів називається бо́ндар, майстерня бондаря — бонда́рня.
Слово «бондар» походить внаслідок метатези з ранішого боднарь, утвореного від «бодня» («вид дерев'яної ємності»). Праслов'янське *bъdьnъ запозичене (можливо, через германське посередництво) з романських мов: лат. butina, нар.-лат. *budina.

## Історія

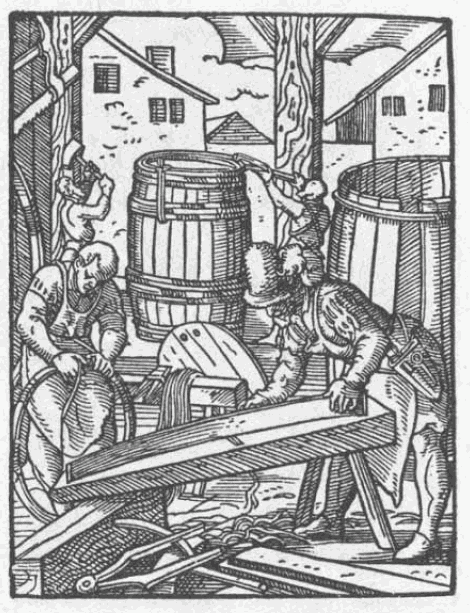
Бондарі при роботі, німецька гравюра, XVI ст.

У минулому бондарне виробництво основане було виключно на ручній праці. Порівняно з теслярством та іншими деревообробними промислами бондарство в Україні поширилося пізніше, проте швидко набуло значного розвитку, особливо на Поліссі. Українські бондарі добре розумілися на різних сортах дерева і добирали їх конкретно для кожного виробу. Зокрема, ті, що призначалися для рідин, виготовлялися з твердого дерева, зазвичай дуба. Асортимент бондарських виробів був широким і різноманітним. Це ремесло вимагало неабияких навичок і майстерності. Наприклад, прорізання пазів у клепках при вставлянні днищ було досить складною технічною операцією. Те ж стосується і скріплювання клепок дерев'яними або залізними обручами. Крім звичайного столярного інструменту, бондарі користувалися уторником, розмірячем, шерхебелем. Володіли вони й початками геометрії: зокрема, радіус дна діжки обчислювали шляхом ділення величини її окружності на шість. Народні умільці були добре обізнані з якостями різних порід дерева, володіли секретами бондарства, тому їхні вироби відзначалися міцністю, довговічністю, химерністю різьблення, вишуканістю прикрас та орнаментування. У кожній господі були також дерев'яні відра й цеберки, ночви для прання, корита — довгасті посудини для годівлі, напування тварин, птиці.
Ремесло бондаря було вельми поширеним і потрібним у різних країнах, про це свідчать і численні прізвища у багатьох мовах, що походять від назви цієї професії. Таке походження мають українські прізвища «Бондар», «Бондарчук», «Бондаренко», «Бондарюк», «Боднар» і «Боднарчук», російські «Бондарев» і «Бочаров», польські «Беднаж» (Bednarz), «Беднарський» (Bednarski) і «Беднарчик» (Bednarczyk), чеське «Беднарж» (Bednář), болгарське «Бочваров» (Бъчваров), македонське «Бачваровський» (Бачваровски), латиське «Муценієкс» (Mucenieks, жіноча форма Muceniece), англійське «Купер» (Cooper), данське «Бедкер» (Bødker), німецькі «Фасбіндер» (Faßbinder), «Беттхер» (Böttcher), «Шеффлер» (Scheffler) і «Кюблер» (Kübler), нідерландські «Кейпер» (Kuiper, Kuyper) і «Кейперс» (Cuypers), французькі «Тоннельє» (Tonnelier) і «Тоннелльє» (Tonnellier), італійське «Боттаї» (Bottai), іспанські «Куберо» (Cubero), «Тонелеро» (Tonelero) і «Варела» (Varela), португальські «Таноейру» (Tanoeiro) і «Тонелейру» (Toneleiro), угорські «Кадар» (Kádár) і «Боднар» (Bodnár), грецьке «Варелас» (Βαρελάς), румунські «Догару» (Dogaru) і «Бутнару» (Butnaru), єврейське (їдиш) «Боднер» (באָדנער, Bodner).
Назви деяких населених пунктів теж пов'язані з цією професією: наприклад, Бондарня, Бондаревське, Боднарів та ін.

## Сучасність

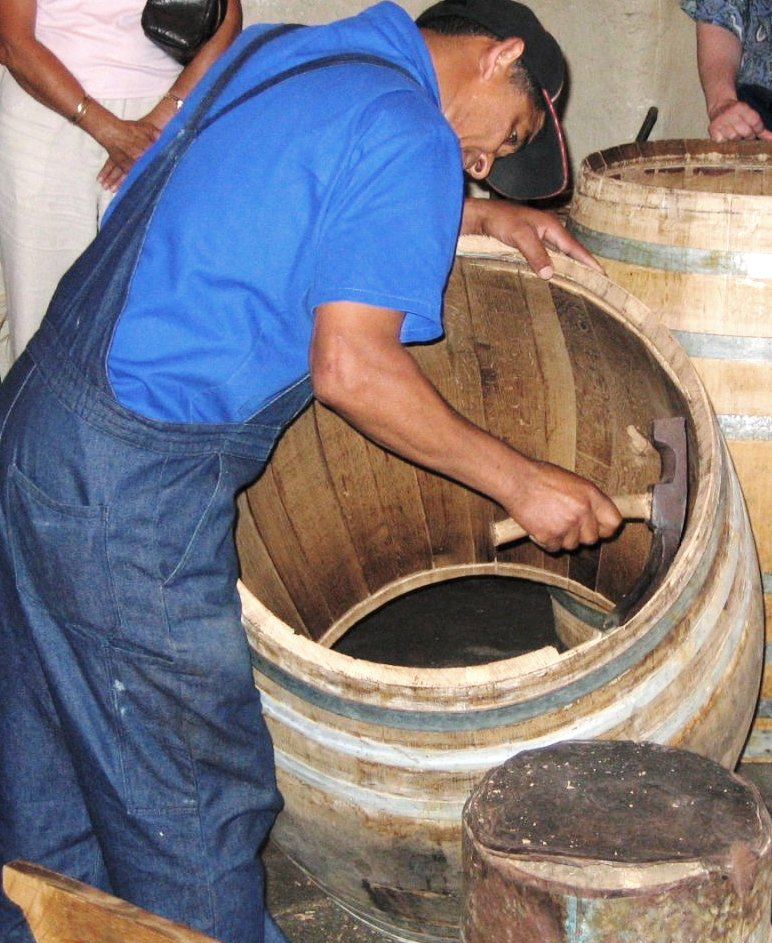
Сучасний бондар біля винної бочки, ПАР

Поширення металевої тари в багатьох галузях витіснило бондарні вироби, але поки що вони посідають важливе місце в господарстві і побуті. Поширення металевого посуду та начиння призвело до занепаду бондарства, хоч потреба у дерев'яних ємностях, що надають специфічного смаку солінням, медам, квасам, сокам та іншим напоям, залишається незадоволеною. Тепер у бондарному виробництві застосовуються спеціальні верстати: клепкостругальні, уторні (за допомогою яких вистругують клепки і вирізують в них пази для вставляння дна), дновирізні, обрученасаджувальні та ін. Порівняно новим видом бондарного виробництва є виготовлення фанерних бондарних виробів за допомогою склеювання основних елементів їх з трьох і більше шарів шпону. Щоб бондарним виробам надати більшої вологонепроникності, їх іноді покривають всередині емаллю, а зовні — олійними або емалевими фарбами.

## Технологія
Основним матеріалом для бочок слугує деревина дубу (зокрема, він незамінний для виробництва винних бочок). Для інших бондарних виробив також використовують ялину, діжі часто роблять з сосни, а от для масничок і посуду для зберігання меду найкращим деревом вважається липа.
Заготовлену сировини висушують, у деяких майстрів сушіння дубу забирає до 5 років, ялини — до трьох.
Обручі можуть бути дерев'яними або металевими. Дерев'яні роблять з гнучкого дерева (в'язу, черемхи), розпарюють і згинають у кільця. Металеві гнуть із сталевих штаб 3-5 см завширшки, на кінцях яких пробивають пробійником отвори і з'єднують готові обручі за допомогою заклепок.

## Бондарський інструмент

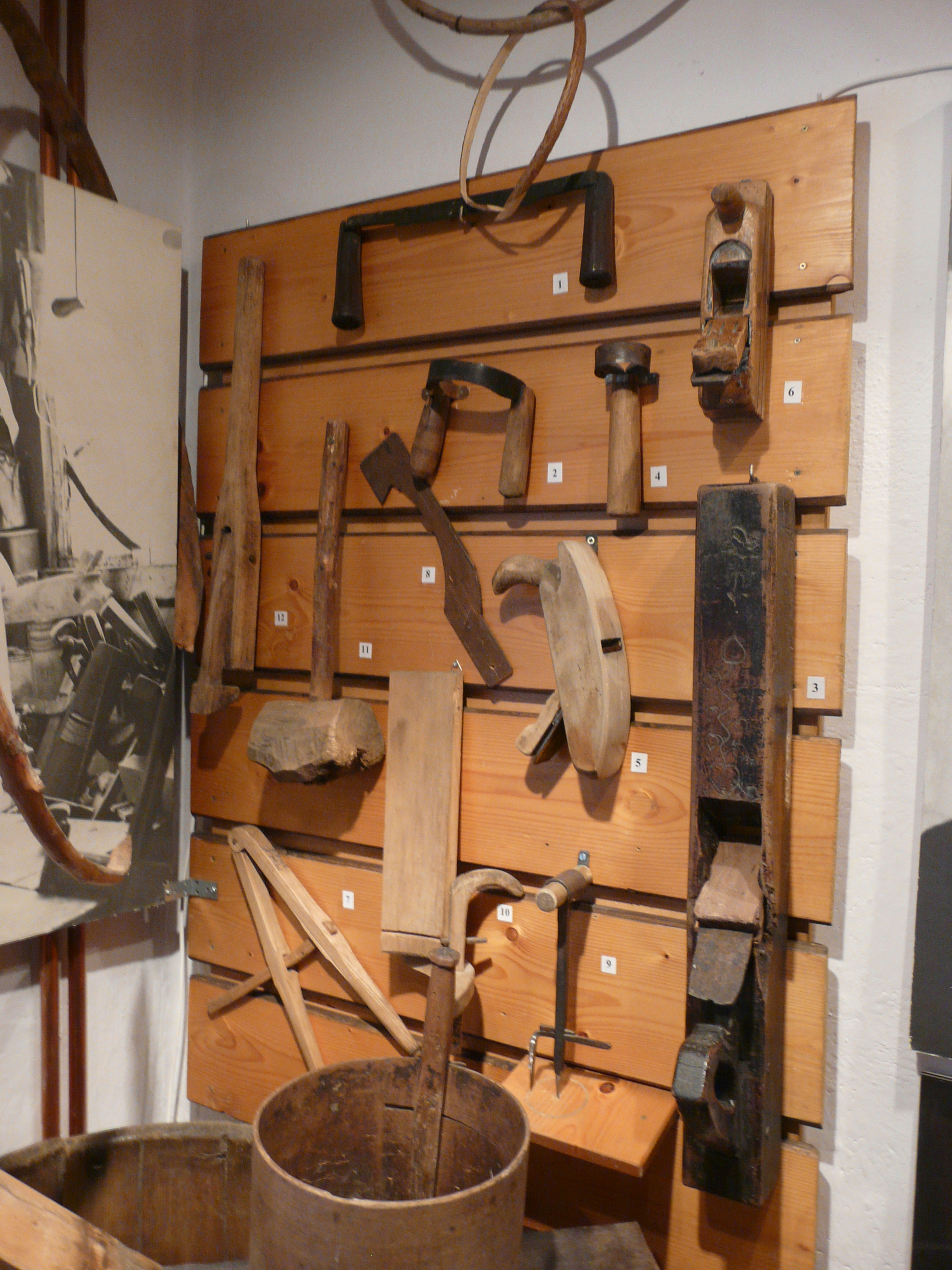
Бондарський інструмент у Бескидському музею Вісли. Зліва направо: натяїч, струг, рубанок, нижче киянка, вигнутий струг, шкобелка, горбач, фуганок, ліворуч знизу циркуль-розміряч

У своїй роботі бондарі використовують звичайні столярні інструменти — пилку, рубанки, струги (скобелі), молоток. Окрім них, застосовуються специфічні бондарські:
- Уторник — інструмент для нарізання уторів
- Круглий горбач — рубанок з сильно вигнутою колодкою. Призначений для вистругування внутрішньої поверхні виробів.
- Спуст або бондарний фуганок — верстат для стругання клепок стругом. Має вигляд великого рубанка, встановленого на ніжках.
- Кобилиця або бондарська лава — верстат для стругання клепок стругом.
- Установник — верстат для установки клепок перед натяганням обручів
- Натягич, натяїч, гак — пристрій для натягання обручів[6]
- Набоїч, набивач — інструмент для набивання обручів, тупе долото з виїмкою на наконечнику[7]
- Бондарська корба — пристрій для стягання клепок
- Шкобелка — струг з одною ручкою, призначений для вирівнювання внутрішньої поверхні
- Затискачі — пристрої для тимчасового скріплення клепок (перед насаджуванням обручів)
- Розміряч — вимірювальний інструмент
- Лекала — шаблони для перевіряння правильності форми клепок
- Шаблони кутів — для розмірювання кутів на крайках клепок (розрізняються залежно від діаметру виробу)
- Шестерня́ — рід циркуля для розмічання уторів[8].

Для робіт з залізними обручами бондарі використовують і деякі слюсарні інструменти — зубило, пробійник, заклепувальник.
У сучасному бондарному виробництві для окремих операцій використовуються спеціальні верстати: клепкостругальні, уторні, дновирізні, обрученасаджувальні тощо.

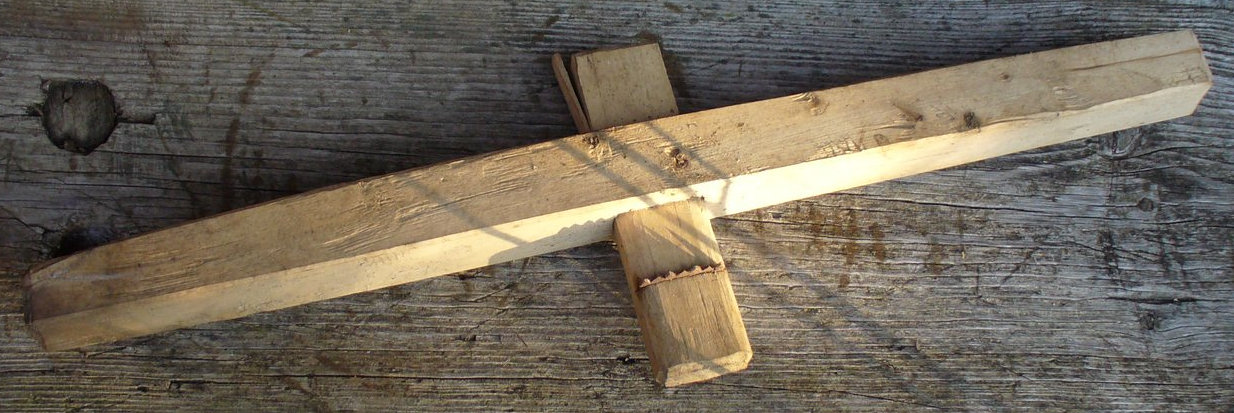
Уторник
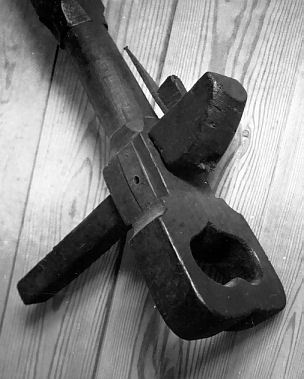
Уторник
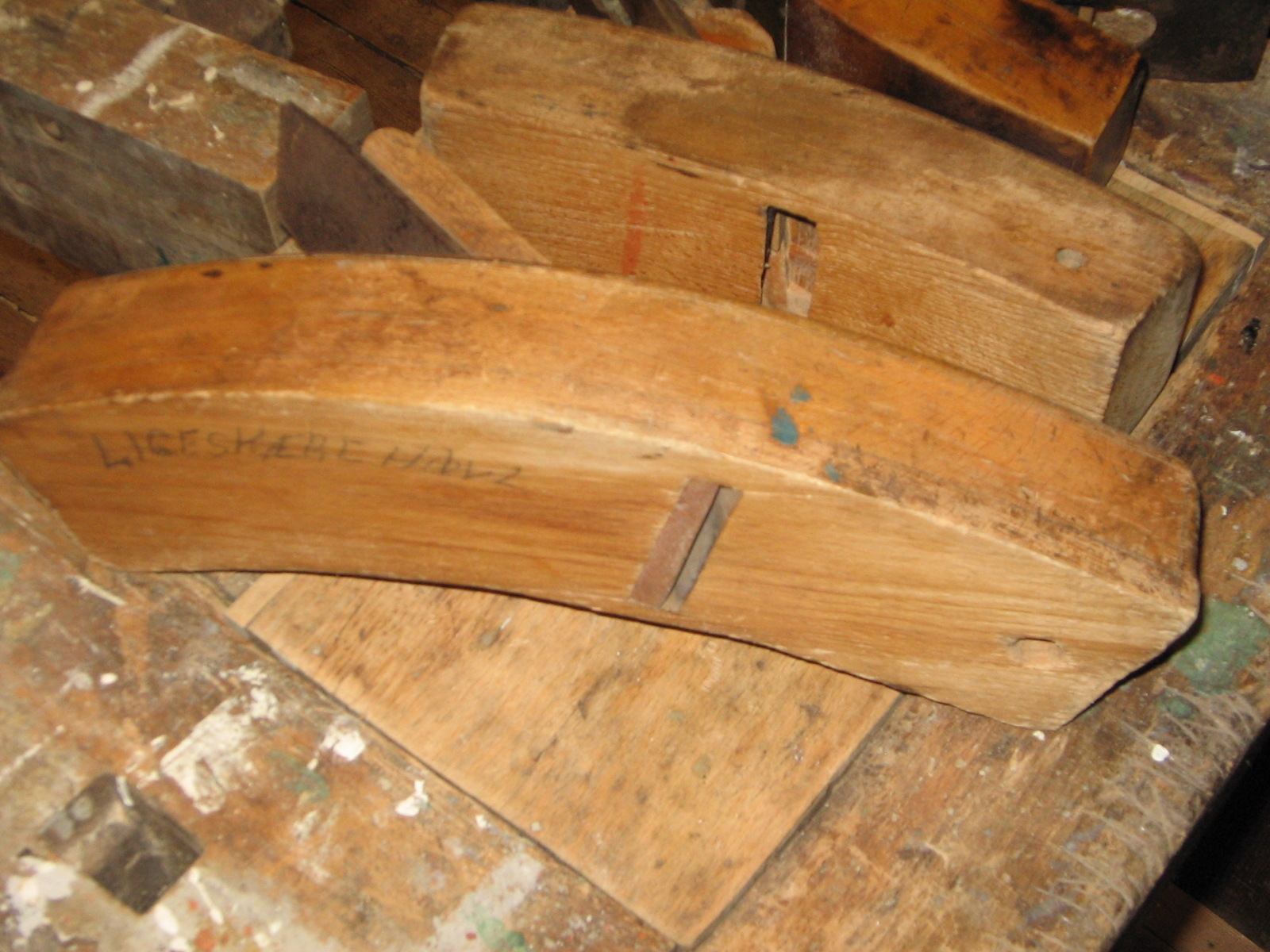
Рубанок-горбач
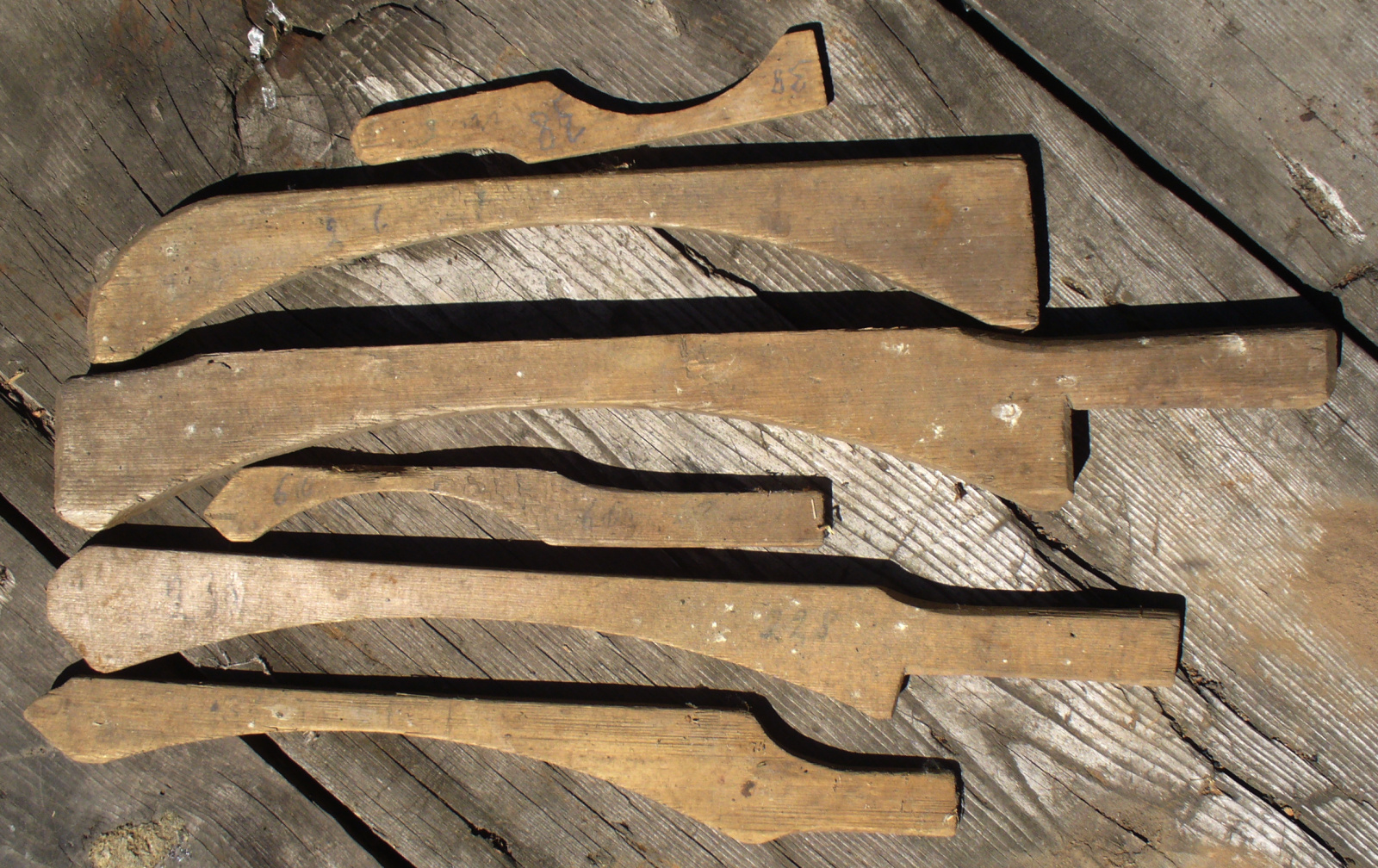
Бондарські лекала
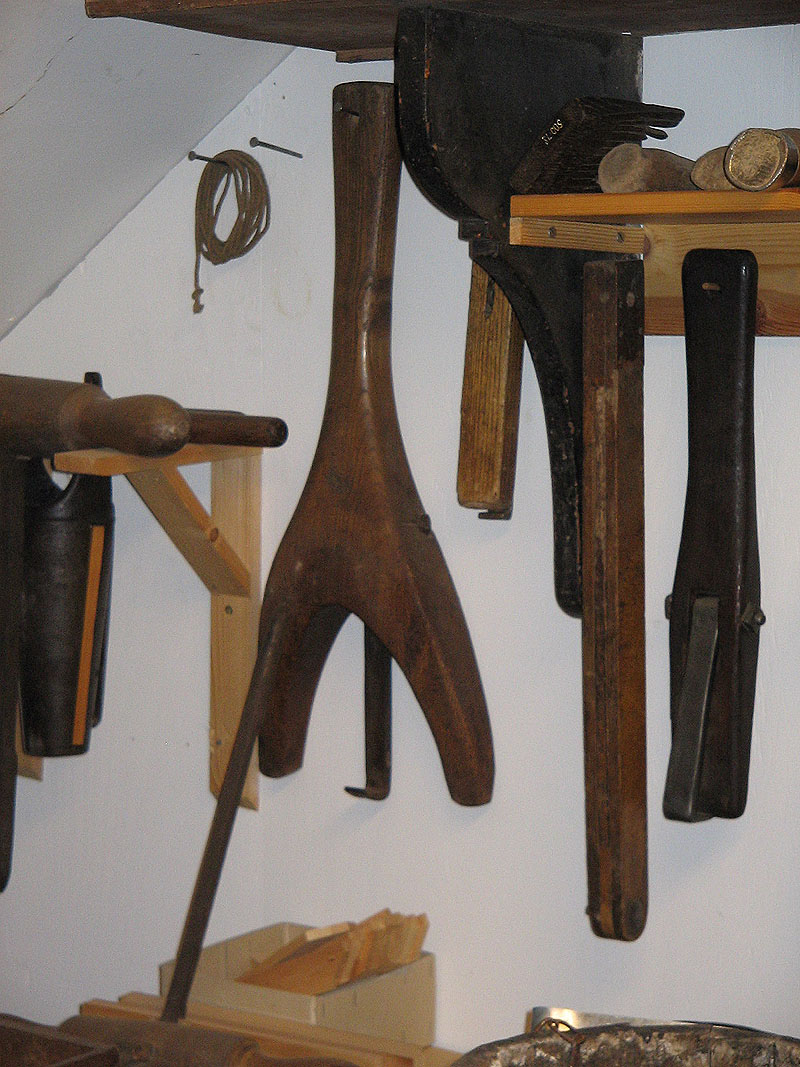
Натяїчі
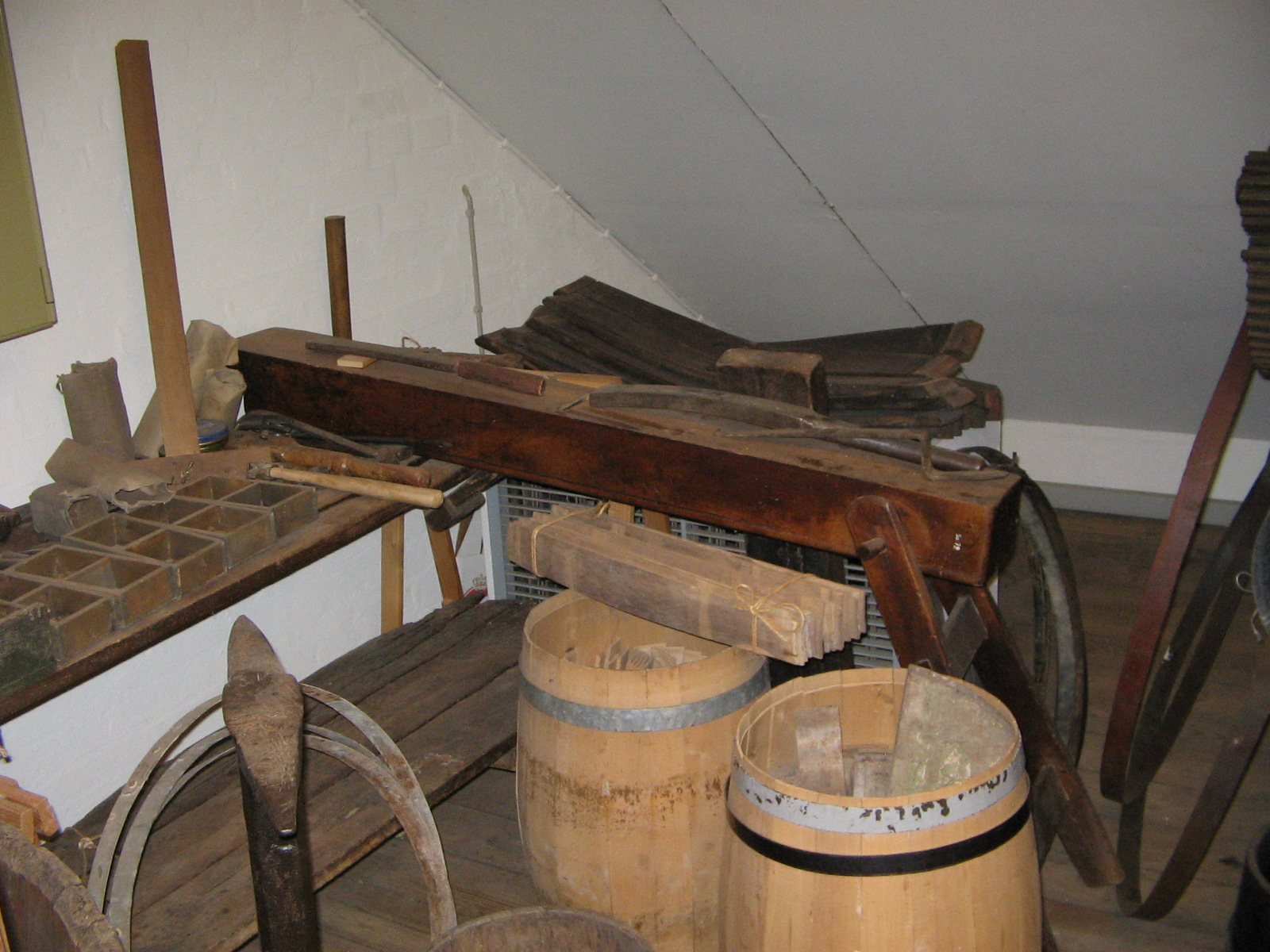
Спуст
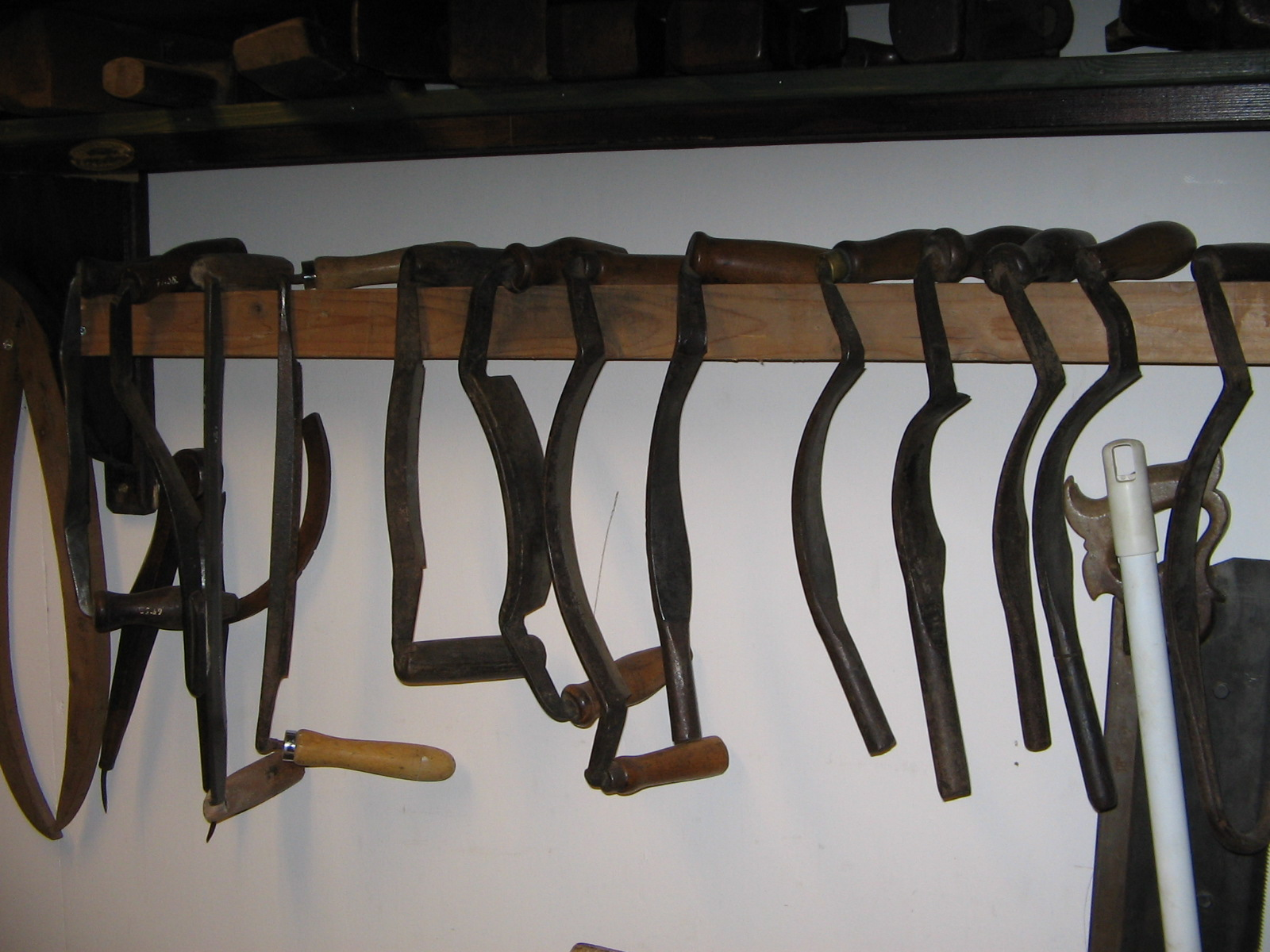
Струги (скобелі)
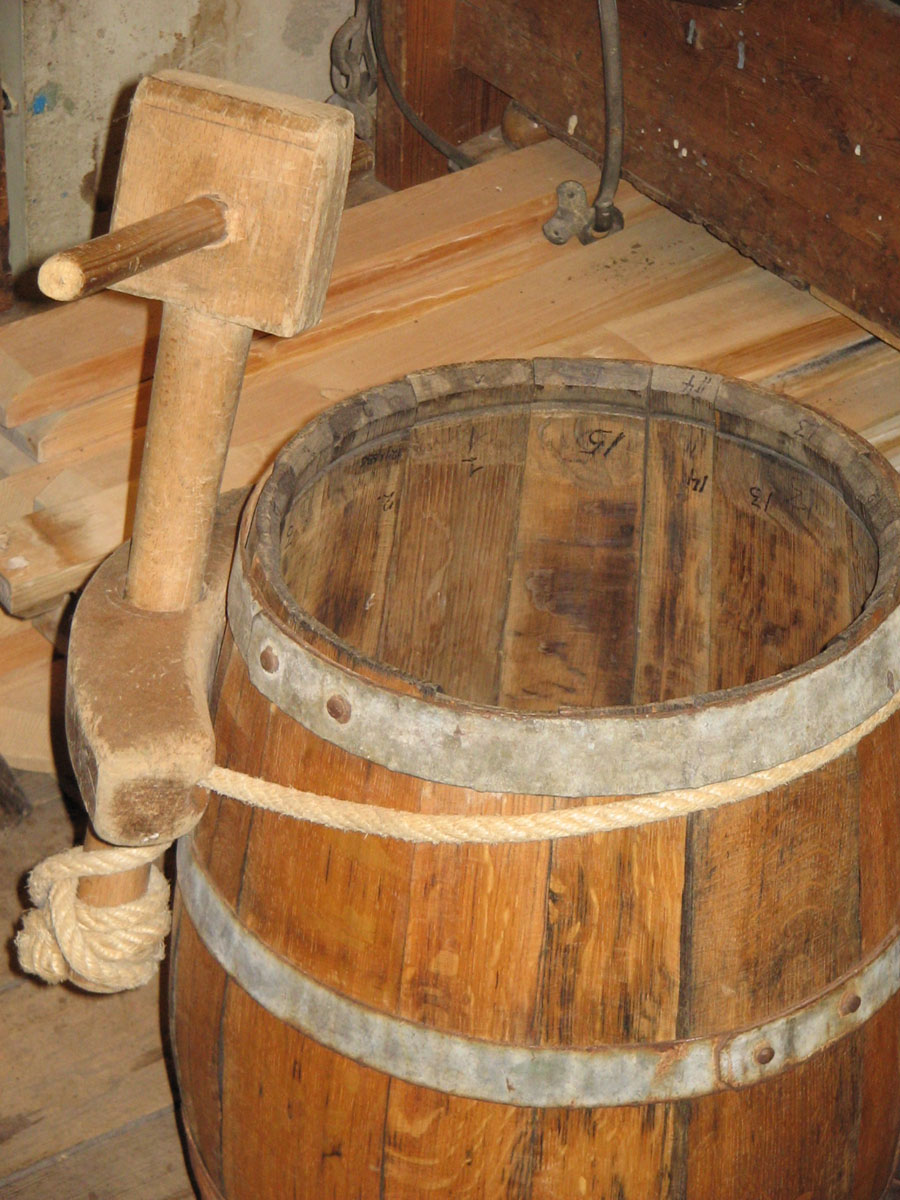
Бондарська корба
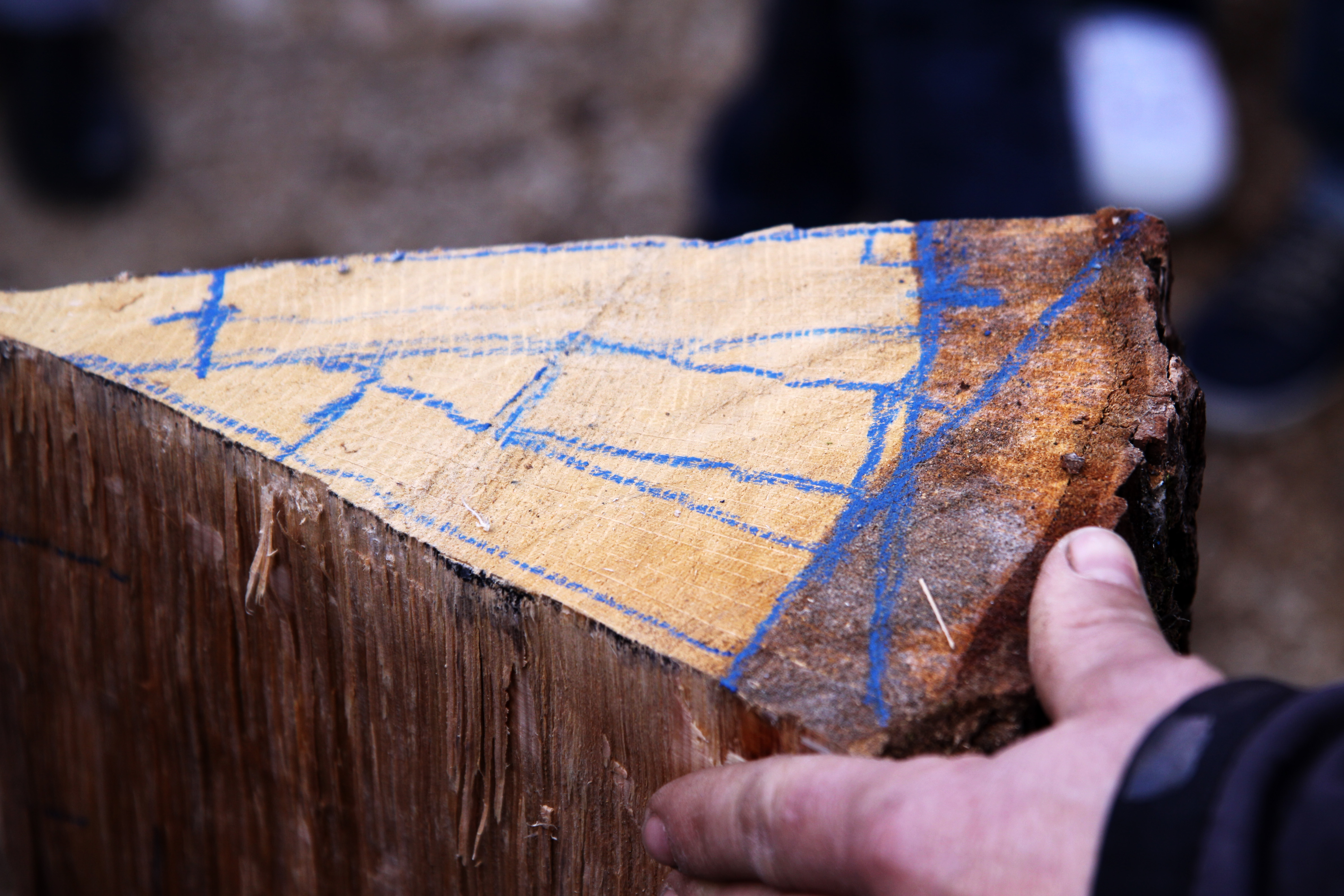
Розмітка кряжа
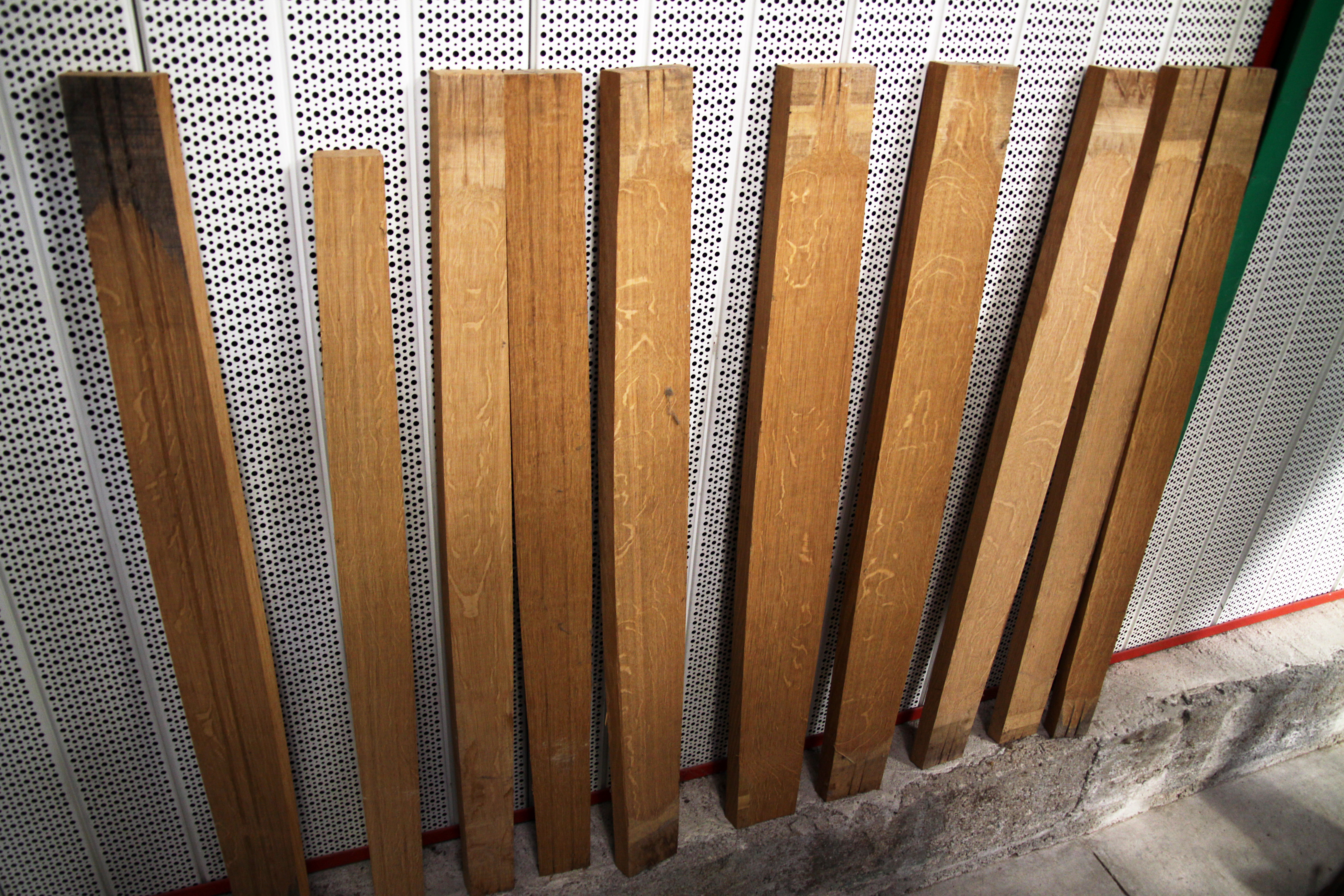
Заготовки клепок (колодки)
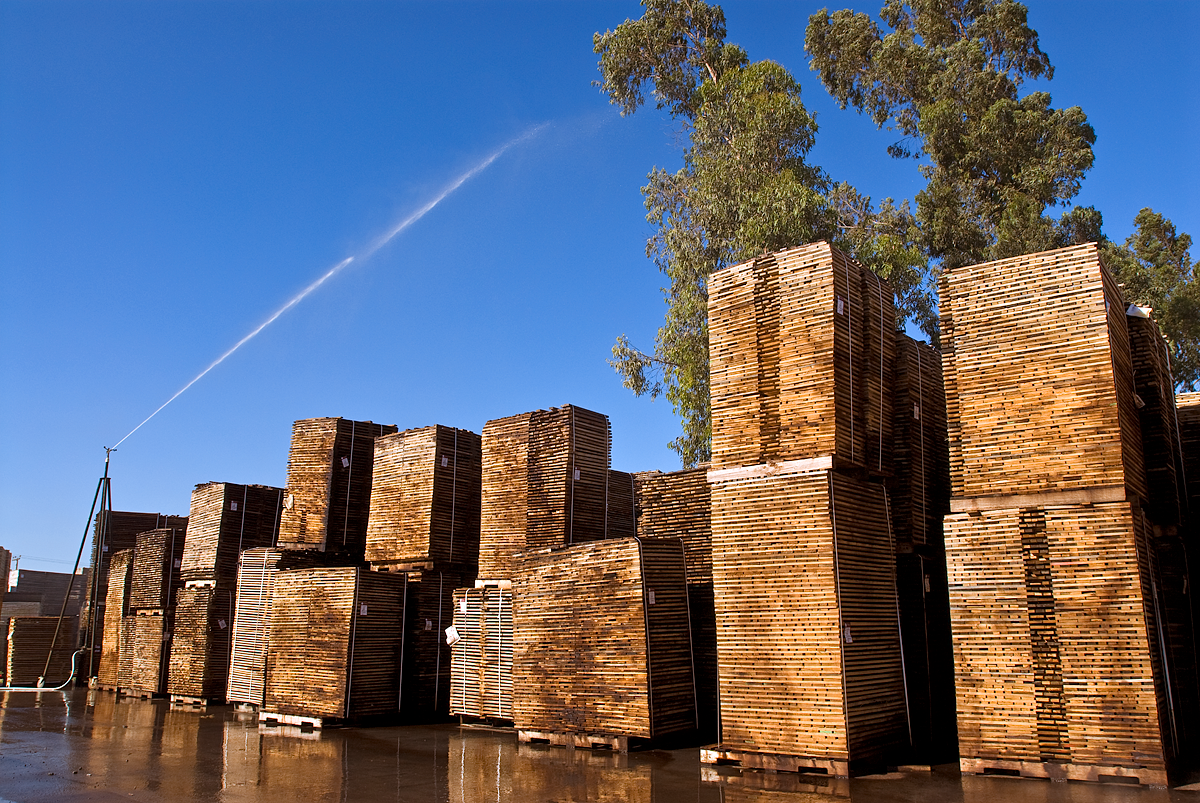
Сушіння заготовок
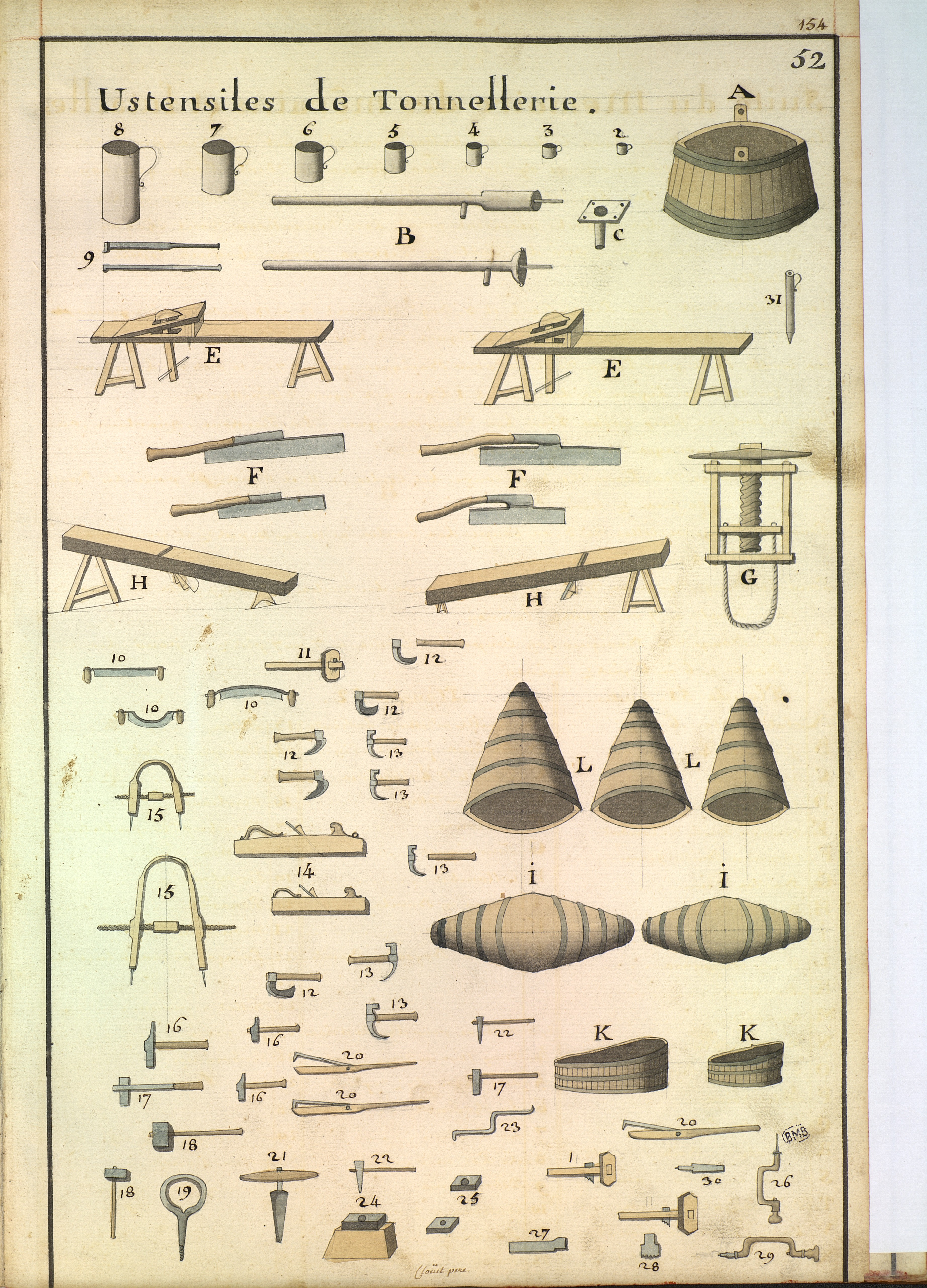
Інструмент бондаря з французької книжки XVIII ст.
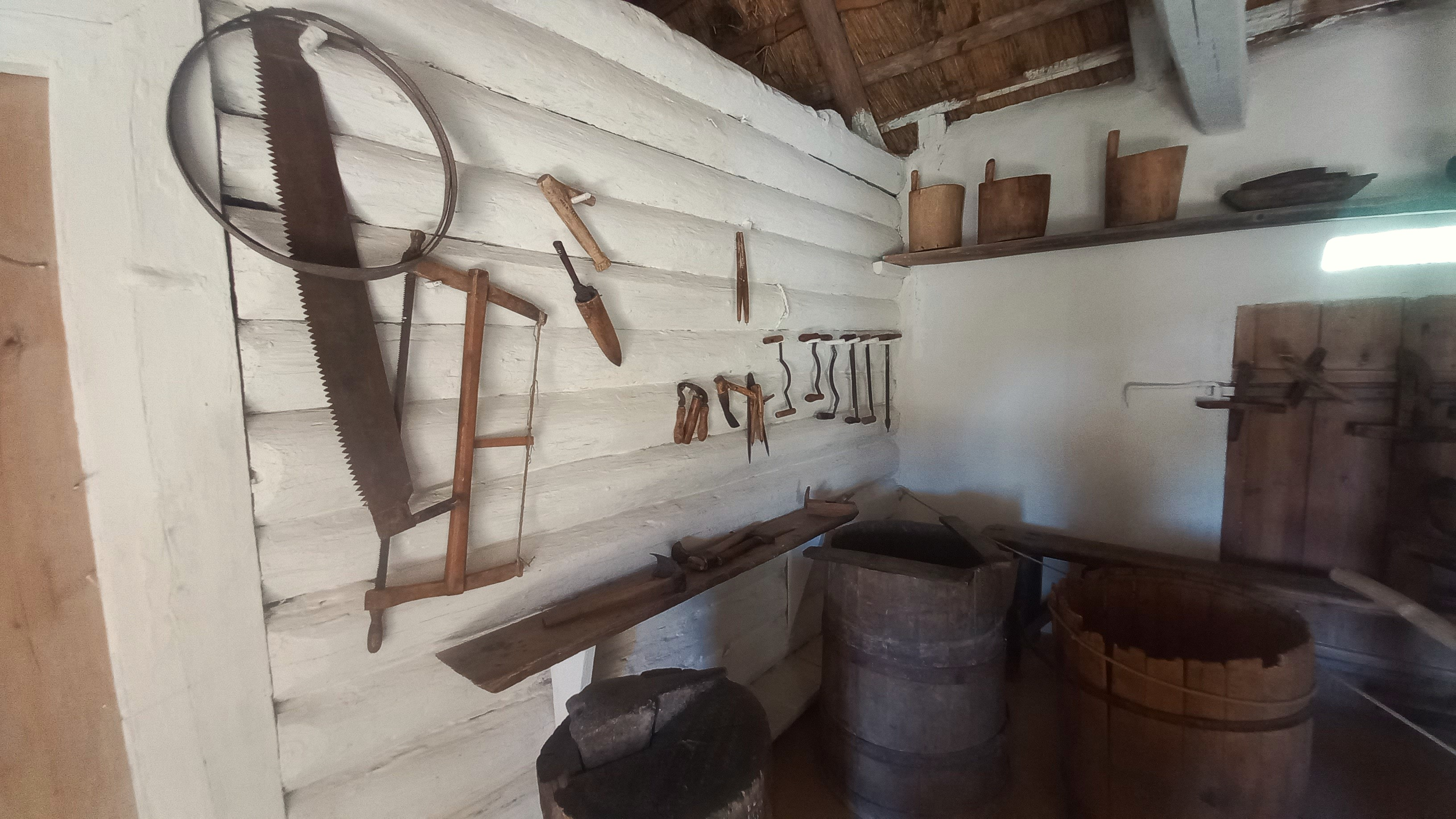
Інструменти бондаря
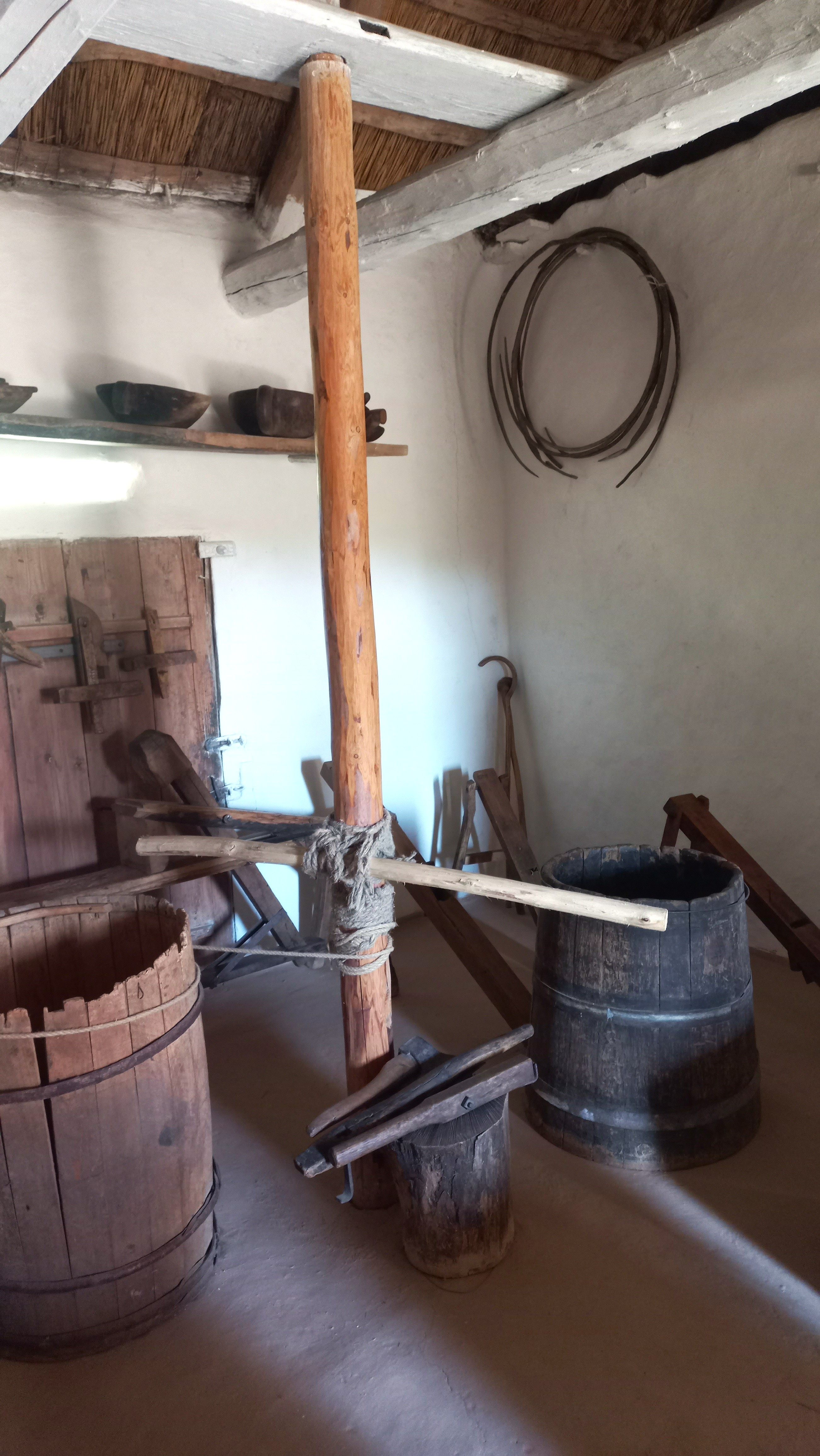
Верстак бондаря

## Бондарські терміни

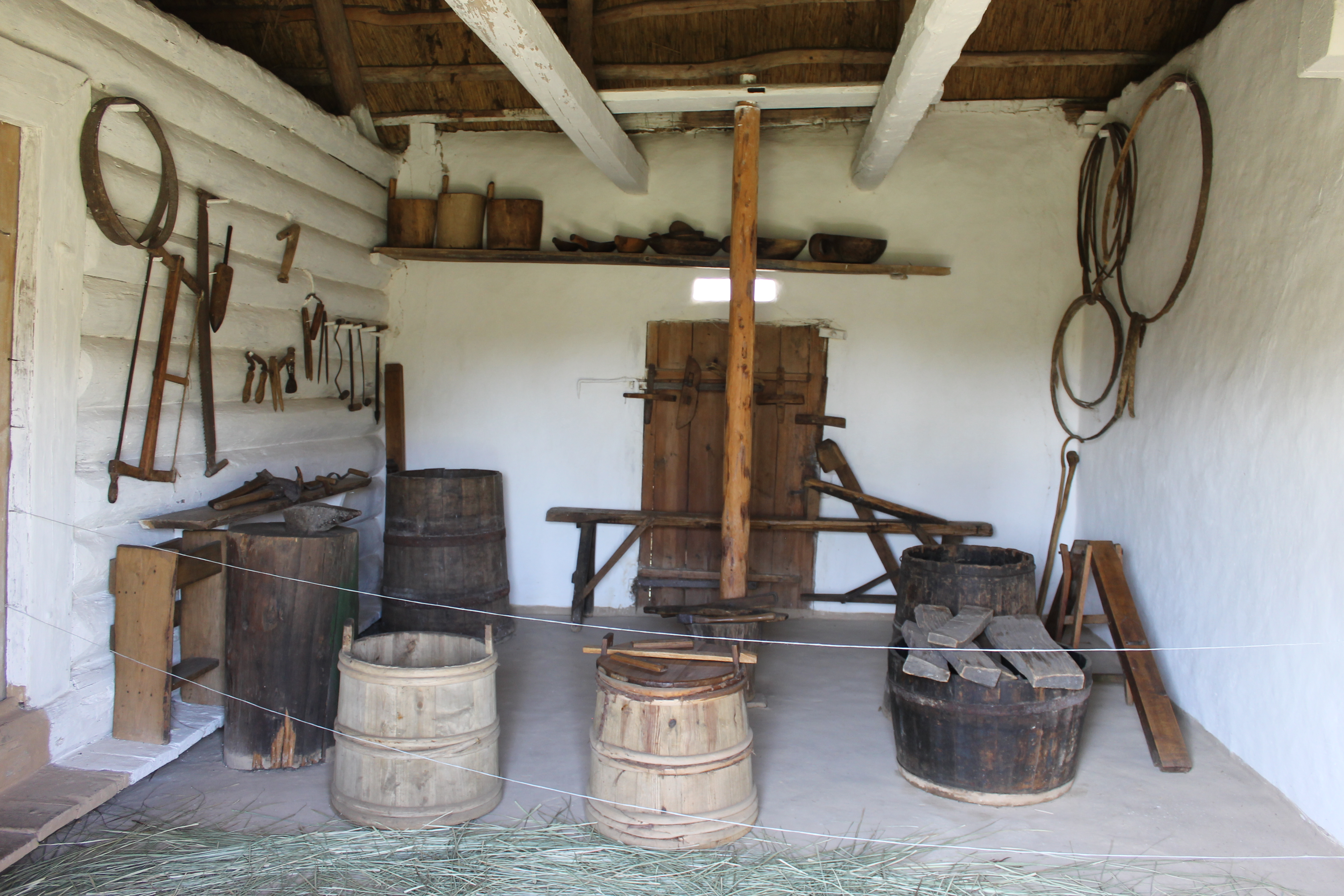
«Двір бондаря» у Переяславському заповіднику

- Клепка — окрема планка бондарного виробу. На Гуцульщині традиційно називається «до́ґа»[9].
- Колодка — заготовка для клепки. На Гуцульщині традиційно називається «гентина»[10].
- Обру́ч (рихва, о́бід) — металеве або дерев'яне кільце, що обхоплює клепки і з'єднує їх[11][12][13]
- Утор (втор) — паз на краю виробу, у який вставляють дно (також так називають крайню частину виробу, в якій прорізано такий паз)[14]

## Види бондарних виробів

### Видовбані (випалені) з масиву дерева
- Вагани́ (но́чви) — довгаста посудина для прання, купання та ін.
- Жлу́кто — посудина, у якій золили білизну, полотно (парили, заливали окропом і деревним попелом).
- Ко́вга́нка — ступка для товчіння сала
- Корито — довгаста посудина для годівлі, напування тварин, птиці.
- Сту́па — пристрій для лущення, подрібнення зерна, тютюну та ін.

### Складені з окремих дощечок

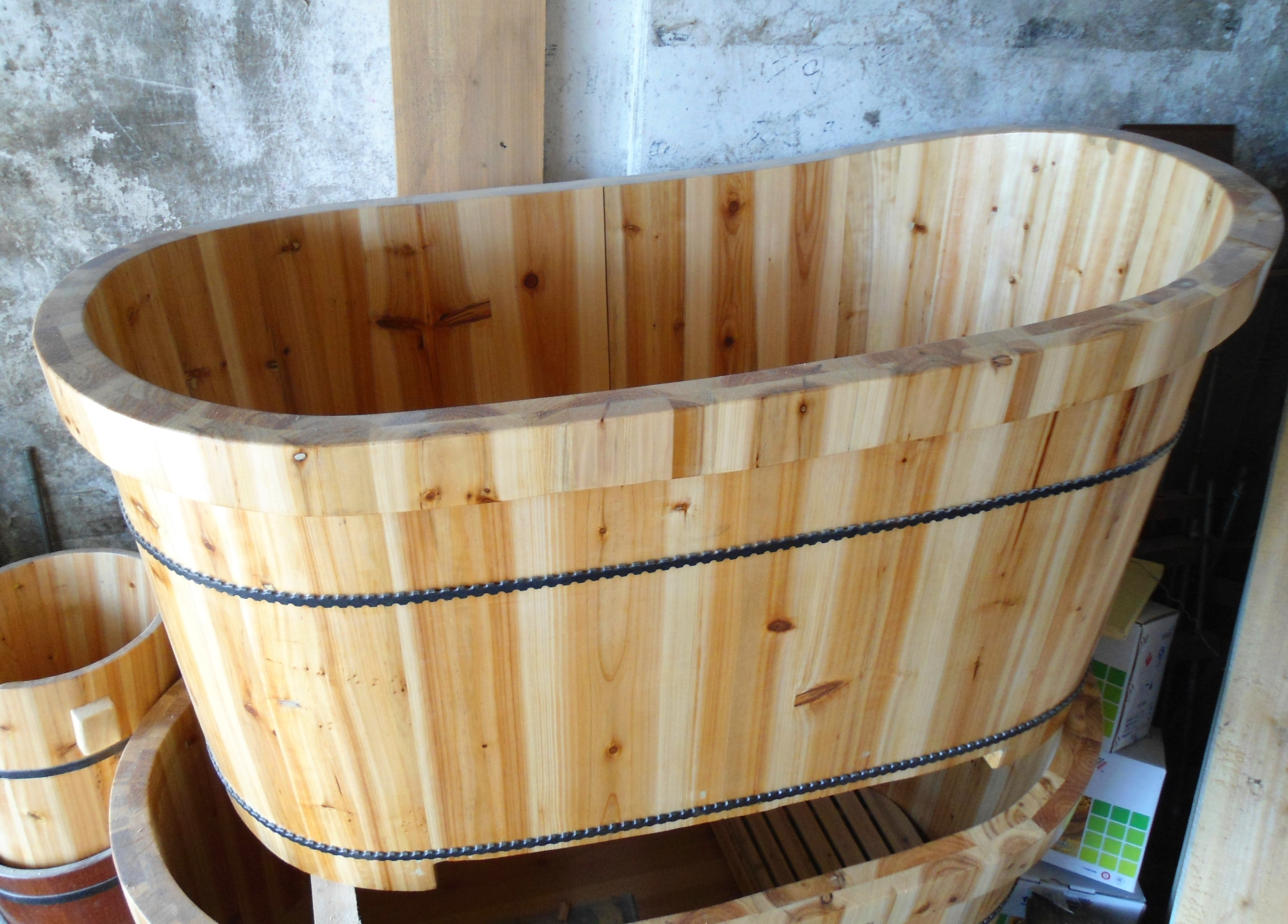
Балія

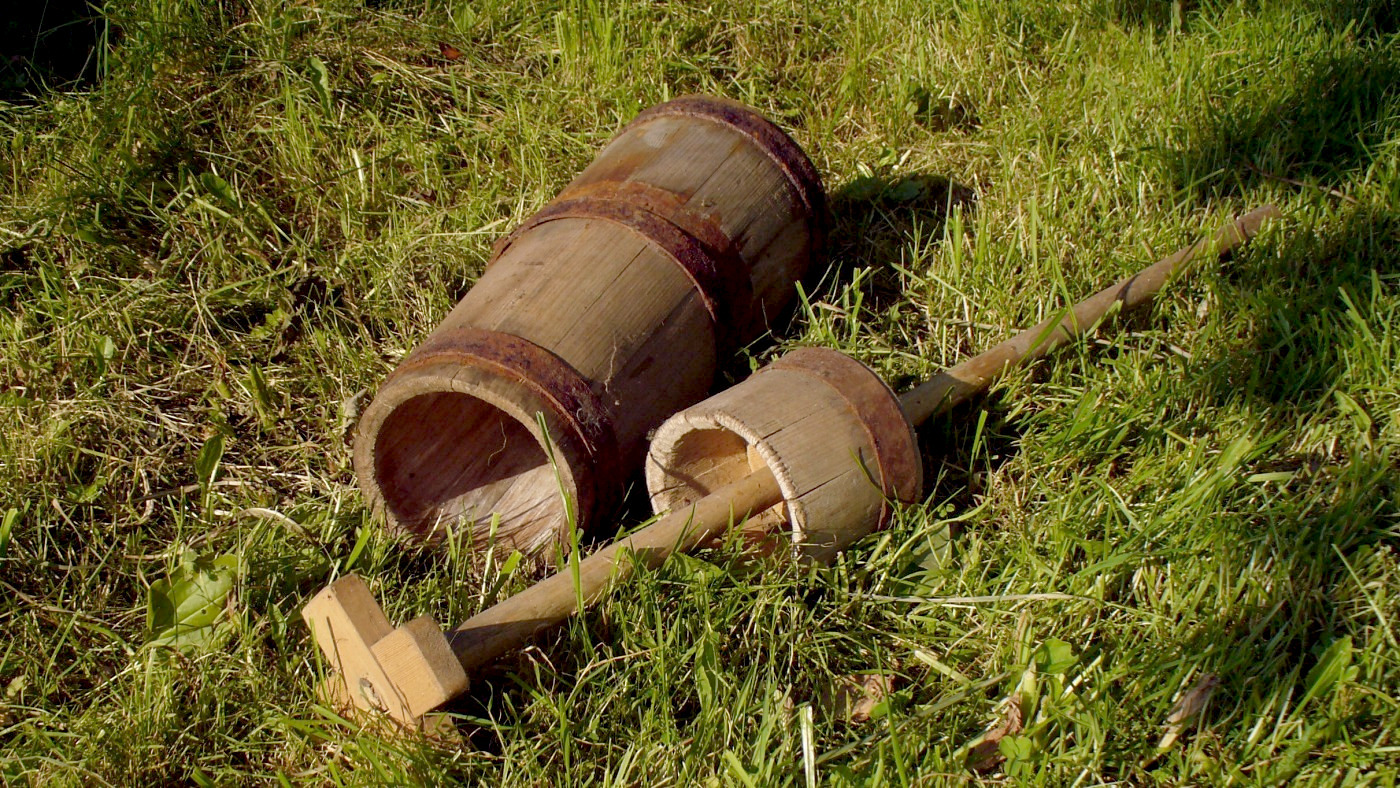
Масничка

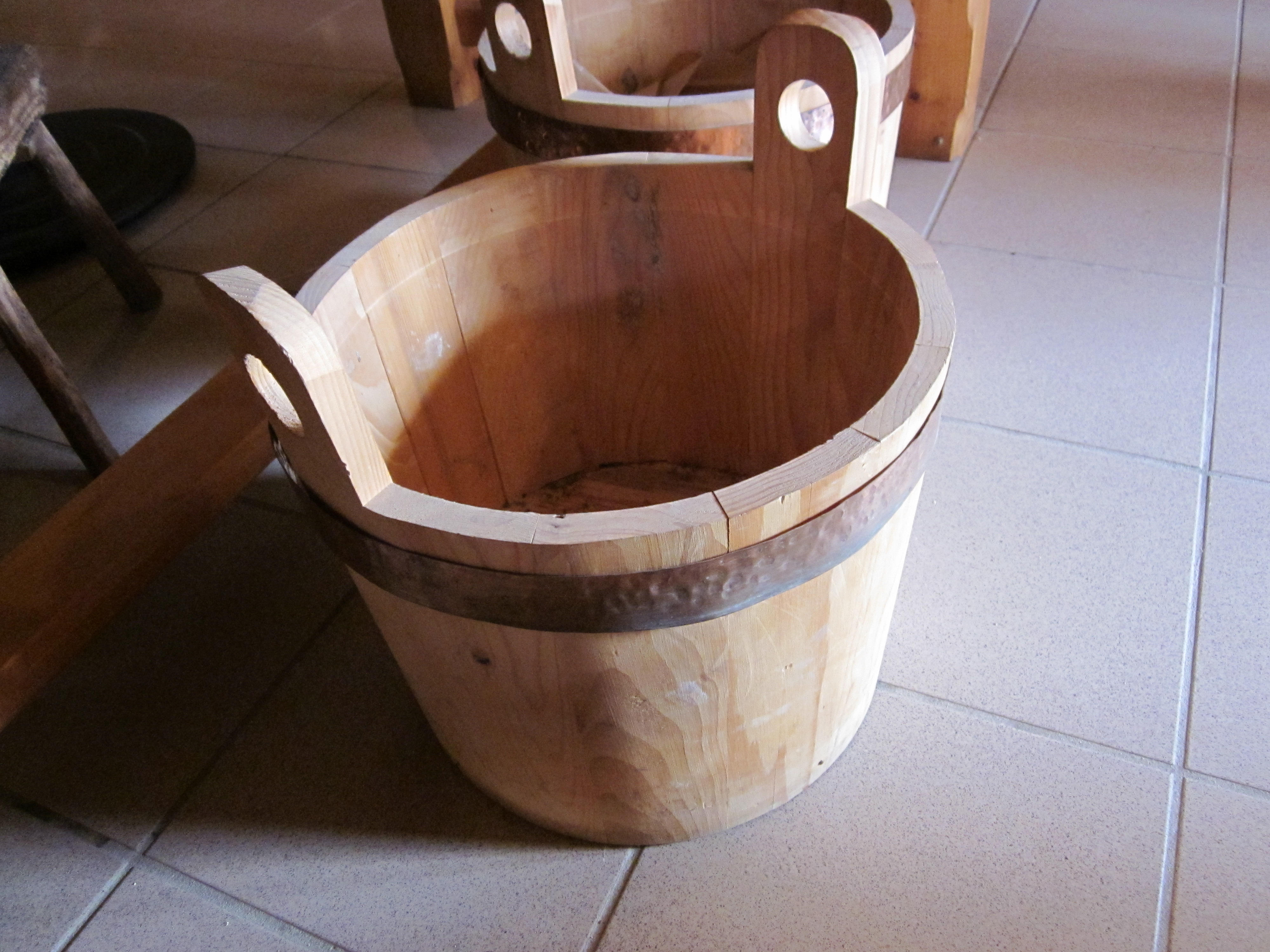
Ряжка

- Бакла́га (бокла́га) — плоска посудина для води або іншої рідини, рід дерев'яної фляги.
- Ба́лія — широка і низька посудина для прання білизни.
- Барило (барильце, бочонок) — невелика посудина для рідини, з двома днищами та опуклими стінками, стягнутими обручами, маленька бочка.
- Бербениця — висока вузька діжечка, що уживалась гуцулами для перевезення молочних продуктів на верховому коні.
- Бо́дня — низька діжа з кришкою, призначена для зберігання сала, квашення овочів.
- Бочка (ку́хва) — велика посудина для рідини, з двома днищами та опуклими стінками, стягнутими обручами. Для кінного транспортування води уживалися 50-60-відерні бочки із двома денцями, для пива, квасу, соління овочів, грибів, риби — 20-30-відерні бочки.
- Відро — дерев'яна посудина з дугоподібною ручкою. Сучасні відра роблять не за бондарною технологією з дерева, а з інших матеріалів — металу, пластику.
- Водянка (вóдник) — діжка для води.
- Ґеле́та, гелета (ґеле́тка) — невелике барильце або доїльна діжка (дійниця).
- Діжа́ — велика посудина для приготування тіста
- Діжка — велика циліндрична посудина з плоским дном.
- Ді́йни́ця — посудина для доїння.
- Ка́діб (ка́дівб, ка́дуб) — велика посудина для зберігання зерна, м'яса.
- Кваснúк — невелика діжка, призначена для заквашування і соління у домашніх умовах[15].
- Кінва (коні́вка, коно́вка, конвиця) — великий дерев'яний кухоль або відро.
- Ма́зни́ця — цеберко для коломазі, дьогтю.
- Масничка (маслобійка) — висока вузька діжка з дерев'яними лопатками та ручкою, для виробництва масла
- Ря́жа (ря́жка) — низенька широка посудина з ручками, яка уживалася переважно для миття у лазні, рід дерев'яного таза.
- Фаска (від нім. Faß — «бочка, барило») — діжка для масла, сиру[16].
- Це́бер (цебро́) — велика посудина, що мала вигляд зрізаної діжки (з дужкою або з ручками), яка використовувалася для годівлі худоби, збирання помиїв та ін.
- Цебе́рко (цебе́рка, цеберце) — конічна посудина з дужкою для зберігання води, дерев'яне відро.
- Чан — рід великої діжки, дерев'яний бак.
- Шапли́к — невисока широка посудина, що має вигляд зрізаної бочки (часто з ручками), рід дерев'яного таза. Уживається зараз замість горщиків для великих кімнатних рослин.

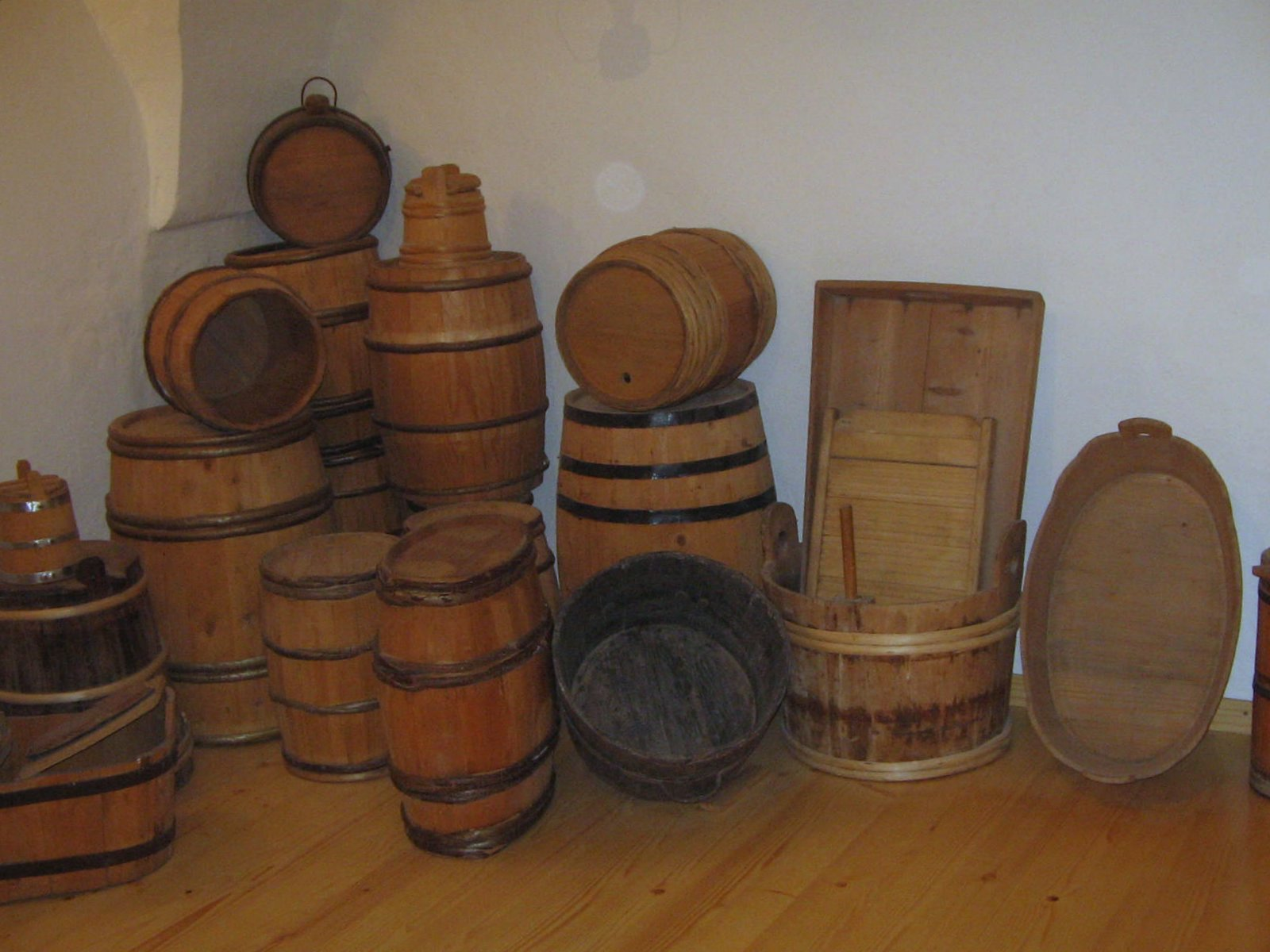
Бондарні вироби

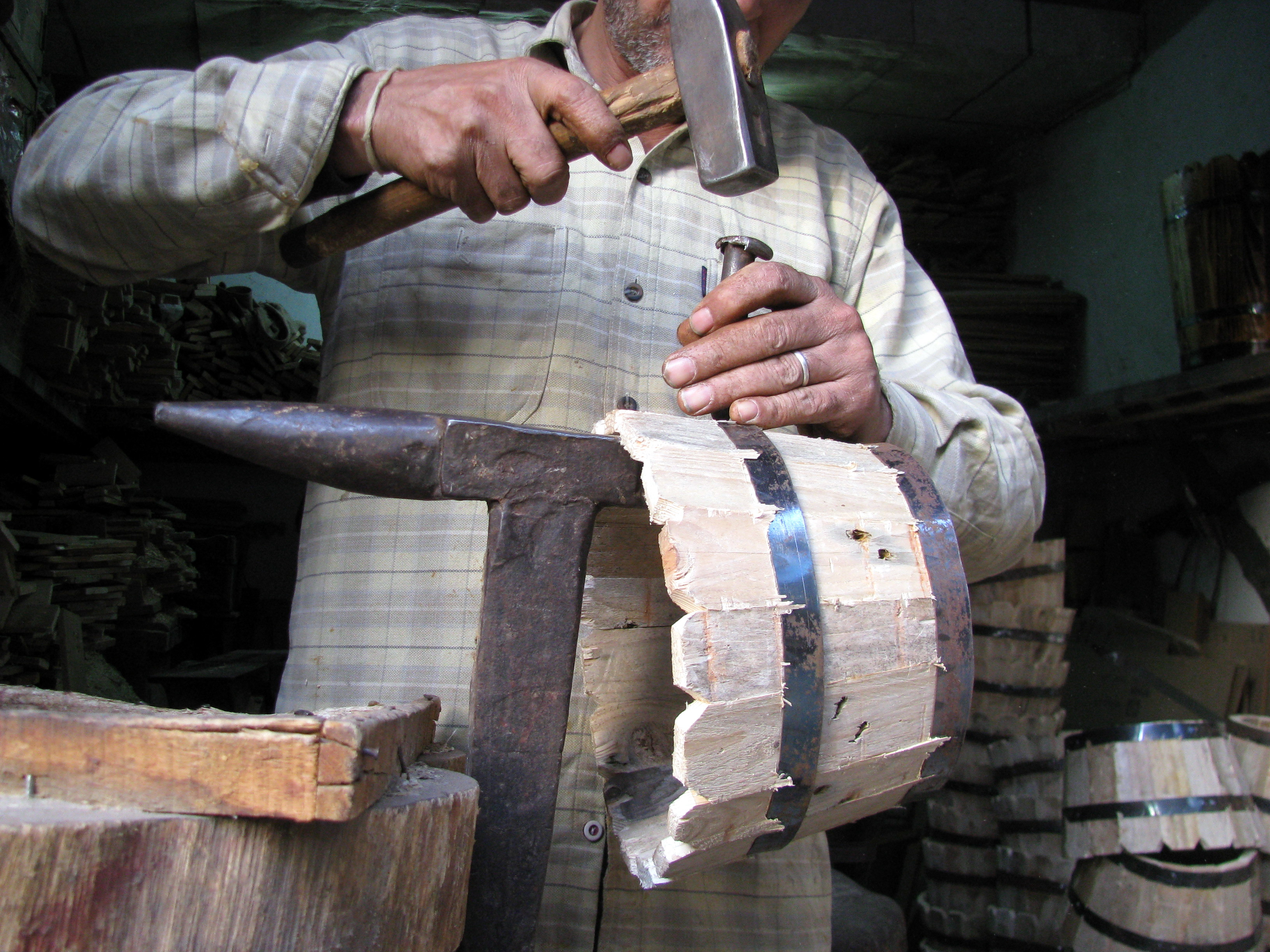
Виготовлення цеберка

- Шері́твас (ширі́твас) — велика діжка.